# Мікеланжело Локонте
Мікеланджело Локонте (італ. Mikelangelo Loconte, справжнє ім'я Мікеле (Michele) Локонте) (нар.5 грудня, м. Черіньола , Італія) — італійський співак, композитор, музикант, актор, художній керівник, художник.
Найбільшу популярність йому приносить роль Вольфганга Амадея Моцарта в рок-опері «Моцарт» (Mozart, l'Opéra Rock).

## Біографія
Мікеланджело Локонте народився в місті Черіньола (Італія) 5 грудня 1973 року. Справжнє ім'я — Мікеле Локонте. У школі його постійно називали Мікеланджело за його пристрасть до живопису, скульптури, та поезії. Згодом це стало його псевдонімом.
Його батьки — учителі - Джереміа та Рипальта (Тітті) Локонте. У Мікеле також є молодший брат Пьєтро (нар. 27 липня 1982) і старша сестра Анджела (нар. 4 квітня 1972), 
які також є артистами.
Мікеле з самого дитинства бере участь в теле-шоу та грає в театрі.
У рідному місті отримав ступінь бакалавра в області декоративно-ужиткового мистецтва з додатковою спеціалізацією дизайнера архітектури та меблів. Отримав диплом магістра мистецтв. Закінчив курс факультету "Наука Зв'язку" в Перуджи за спеціальністю "наука і техніка реклами".
У 21 рік доля зводить його з Ритою Павоне. Завдяки їх спільній діяльності Мікеланджело Локонте виграє перший національний приз свята Невідомих (аналог конкурсу молодих талантів), трансльованого RAI2 за виконання «Aria». Прив'язаний до своєї рідної країни й улюбленої публіки, Мікеле часто з'являється на італійських телеекранах і бере участь у фестивалі Кастрокаро (Castrocaro).
Протягом 10 років він працює з рок-групою «Art Decade» (1988—1999), і три роки з групою «Tasti Neri», а потім з німецькою групою «Unix».
Локонте наприкінці 1999 року переїхав у Льєж.
Перші кроки у Франції робить як актор й виконавець у мюзиклі "Нові кочевники" (Les nouveaux Nomades) Клода Барцотті (фр. Claude Barzotti) і Анн-Марі Гаспар (Anne Marie Gaspard). Не знаючи французької мови, Мікеле записує в студії всі пісні за допомогою фонетичного письма. Згодом проект був закритий.

Мікеланджело Локонте в Києві 16.10.13. Фото - Maya Maksomova

У Бельгії продюсер Алек Мансіон (Alec Mansion) запропонував Мікеле роботу креативним директором у студії «La Chapelle» у Вемсі (Waimes).
Мікеле володіє кількома музичними інструментами (піаніно, клавішні, гітара, ударні), і, завдяки цьому, стає аранжувальником у кількох синглах, випущених у Бельгії.
Разом з відомими музикантами Мікеле виступає в декілької країнах Європи, а згодом у Бразилії.
У 2006 році він виступає на сцені в Клермоні, але не з групою, а таємно. У 2007 році виступає на фестивалі в Монтре.
У 2008 році отримує роль Вольфганга Амадея Моцарта в мюзиклі Дова Аттья (Dove Attia) та Альбера Коена (Albert Cohen) «Mozart l’Opéra Rock». Прем'єра мюзикла відбулася у Парижі 22 вересня 2009 року. Спектаклі йшли протягом 2009-2011 рр. Мюзикл побачили глядачі Франції, Бельгії та Швейцарії. У лютому 2013 року в Києві відбулася прем'єра концертної версії мюзикла (V.Dest Productions) у супроводі київського симфонічного оркестру та хору під керівництвом маестро Гі Сент-Онжа. Наступними концерт побачили Москва та Санкт-Петербург. У жовтні 2013 року концерти знову пройшли в Москві, Санкт-Петербурзі, Києві, а також Одесі.
За роль Моцарта Мікеле отримав 3 нагороди NRJ Music у 2010 році.
У жовтні 2009 року спеціальний приз «Prix Pouilles 2009», був присуждений йому як представнику народу в художній сфері.
У травні 2011 року вперше виступає на «Restos Du Coeur Belges».
25 травня 2012 року — перший дует з Жераром Ленорманом з піснею «Soldats, ne tirez pas».
Мікеланджело бере участь у благодійних акціях, таких як «Футконцерт», «Усі співають проти раку», «Дім батьків».
На даний момент Мікеланджело записує сольний альбом. Його продюсером є Альбер Коен (Albert Cohen).

## Дискографія

### Сольні пісні
2009 рік
- Anima, nuvola
- Venere
- Feuille d’Afrique
- Ad ogni modo
- Aria

#### Альбоми
- 2012 — альбом дуетів з Gérard Lenorman «duo de mes chansons» — «Soldats, ne tirez pas!»

#### Не видане
- Sono io che penso
- Goodbye Paris
- Parler d’amour
- L’animal

### Mozart, l’opéra rock
- Le Trublion — Бунтівник
- Tatoue-Moi — Викарбуй мене
- Je dors sur les roses — Я сплю на трояндах
- Place je passe — Дайте мені дорогу!
- Vivre à en Crever — Жити, що є сил (з Флораном Мотом)
- Debout les fous — Встаньте, безумці (з трупою "Моцарт. Рок-опера")
- C’est bientôt la Fin — Скоро фінал (з трупою "Моцарт. Рок-опера")
- L’Operap — Опереп (з Клер Перо та Мелісою Марс)
- Je danse avec les dieux — Я танцюю з богами
- Le Carnivore — Хижак